# Радошић (Сињ)
Радошић је насељено место у саставу града Сиња, Сплитско-далматинска жупанија, Република Хрватска.

## Географски положај
Налази се 2 км западно од Сиња.

## Историја
До територијалне реорганизације у Хрватској налазио се у саставу старе општине Сињ.

## Срби у месту
Године 1808. помиње се православна црква посвећена Св. Ђорђу у Радошићу, код Сиња. У парохији је један свештеник парох, са два капелана.

## Становништво
На попису становништва 2011. године, Радошић је имао 686 становника.
| Број становника по пописима | Број становника по пописима | Број становника по пописима | Број становника по пописима | Број становника по пописима | Број становника по пописима | Број становника по пописима | Број становника по пописима | Број становника по пописима | Број становника по пописима | Број становника по пописима | Број становника по пописима | Број становника по пописима | Број становника по пописима | Број становника по пописима | Број становника по пописима |
| --------------------------- | --------------------------- | --------------------------- | --------------------------- | --------------------------- | --------------------------- | --------------------------- | --------------------------- | --------------------------- | --------------------------- | --------------------------- | --------------------------- | --------------------------- | --------------------------- | --------------------------- | --------------------------- |
| 1857                        | 1869                        | 1880                        | 1890                        | 1900                        | 1910                        | 1921                        | 1931                        | 1948                        | 1953                        | 1961                        | 1971                        | 1981                        | 1991                        | 2001                        | 2011                        |
| 299                         | 365                         | 320                         | 354                         | 370                         | 412                         | 434                         | 436                         | 543                         | 628                         | 694                         | 632                         | 612                         | 605                         | 602                         | 686                         |

Напомена: Од 1880. до 1910. садржи податке за бивше насеље Доњи Радошић.

### Попис 1991.
На попису становништва 1991. године, насељено место Радошић је имало 605 становника, следећег националног састава:
| Попис 1991.‍ | Попис 1991.‍ | Попис 1991.‍ | Попис 1991.‍ | Попис 1991.‍ |
| ----------- | ----------- | ----------- | ----------- | ----------- |
|             |             |             |             |             |
| Хрвати      | Хрвати      |             | 601         | 99,33%      |
| Муслимани   | Муслимани   |             | 1           | 0,16%       |
| Роми        | Роми        |             | 1           | 0,16%       |
| непознато   | непознато   |             | 2           | 0,33%       |
| укупно: 605 |             |             |             |             |